# Йёргенсен, Хенрик
Хенрик Хёве Йёргенсен (дат. Henrik Høve Jørgensen; 10 октября 1961, Копенгаген — 26 января 2019, Sorthat-Muleby, Ховедстаден) — датский легкоатлет, специалист по бегу на длинные дистанции и марафону. Выступал как элитный спортсмен в 1980—1991 годах, многократный победитель и призёр первенств национального значения, рекордсмен страны, победитель Лондонского марафона 1988 года, участник двух летних Олимпийских игр.

## Биография
Хенрик Йёргенсен родился 10 октября 1961 года в Копенгагене, Дания.
Начал заниматься бегом в легкоатлетическом клубе «Херлев», позже некоторое время занимался лёгкой атлетикой в США во время учёбы в Университете штата Айова, но в конечном счёте проходил подготовку в Копенгагене.
Первого серьёзного успеха в шоссейном беге добился в сезоне 1982 года, когда одержал победу на домашнем Копенгагенском марафоне. Также в этом сезоне стал чемпионом Дании в беге на 10 000 метров.
В 1983 году вновь был лучшим в зачёте Копенгагенского марафона, финишировал третьим на Лондонском марафоне. Попав в основной состав датской национальной сборной, выступил на чемпионате мира в Хельсинки, где в зачёте марафонского бега занял итоговое 19 место.
Благодаря череде удачных выступлений удостоился права защищать честь страны на летних Олимпийских играх 1984 года в Лос-Анджелесе — в программе марафона показал результат 2:15:55 и расположился в итоговом протоколе соревнований на 19 строке. Помимо этого, стал пятым на Токийском марафоне, девятым на Пекинском марафоне.
В 1985 году был пятым на Лондонском марафоне, установив национальный рекорд Дании в данной дисциплине (2:09:43), который до сих пор остаётся непобитым (этот результат долгое время являлся лучшим среди представителей всех скандинавских стран, пока в 2017 году его не превзошёл норвежец Сондре Нордстад Моэн). Закрыл десятку сильнейших Чикагского марафона.
В 1986 году пришёл к финишу вторым на Берлинском марафоне, уступив здесь только поляку Богуславу Псуйеку.
На чемпионате мира 1987 года в Риме пробежал марафон за 2:14:58, став на финише девятым.
В 1988 году одержал победу на Лондонском марафоне и выступил на Олимпийских играх в Сеуле, где с результатом 2:16:40 на сей раз занял 22 место.
Впоследствии оставался элитным спортсменом ещё в течение нескольких лет, в частности участвовал в Лондонском марафоне 1990 и 1991 годов, хотя был далёк от попадания в число призёров.
Йёргенсен продолжал вести активный образ жизни, регулярно принимал участие в различных ветеранских и любительских соревнованиях по бегу. Его дочь Анна Хольм тоже стала успешной бегуньей на длинные дистанции, участвовала в марафонском забеге на Олимпийских играх 2016 года в Рио-де-Жанейро.
Умер от сердечного приступа во время тренировочного забега 26 января 2019 года на острове Борнхольм в возрасте 57 лет.